# Стокротковий Світ

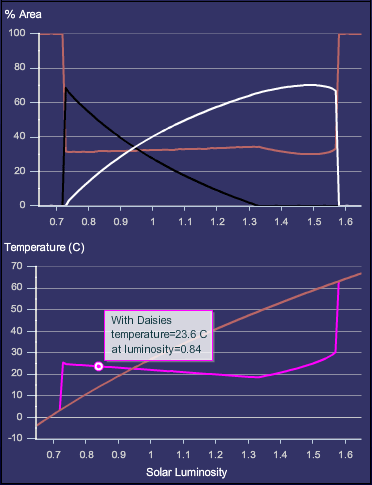
Графіки стандартного двобарвного Стокроткового Світу

Стокротковий Світ (англ. Daisyworld) — комп'ютерна модель умовного світу, призначена для імітації важливих процесів в біосфері Землі під впливом Сонця. Введена  Джеймсом Лавлоком і Ендрю Уотсоном в роботі, опублікованій в 1983 р., для того, щоб показати правдоподібність  гіпотези Геї.

## Моделювання
Мета моделі полягає в тому, щоб продемонструвати теорію про те, що механізми зворотного зв'язку можуть розвинутися не завдяки класичним механізмам групового відбору, а через особисті переваги організмів.
У моделі передбачається наявність  планети, яка багато в чому подібна до Землі, і де переважає зрошувана суша, заселена стокротками всього двох кольорів (чорного і білого). Планета обертається навколо  зірки того ж  спектрального класу що і Сонце, промениста енергія якої повільно зростає. Маргаритки ж здатні існувати лише в  температурному діапазоні від 5 до 40 оС. Оптимальна ж температура для життєдіяльності квітів — 20 оС.
Відповідно до сучасної  астрофізичної гіпотези, у міру старіння зірки, близької за параметрами до Сонця, її промениста енергія починає лінійно зростати. У міру прогрівання планети, на екваторі досягається мінімальне значення температури (5 оС), при якій можливе зростання стокроток. Там, де спочатку виявиться трохи більше темних стокроток, відбивна здатність (альбедо) окремих районів планетної поверхні знизиться, а отже ґрунт краще прогріється, давши селективну перевагу темним стокроткам, які, сприяючи прогріванню і заселенню нових ділянок ґрунту далі від екватора, будуть продовжувати знижувати альбедо, а отже все більше розширювати ареал свого проживання, в порівнянні з білими стокротками. Нарешті майже вся планета виявиться захоплена стокротками темних кольорів.
Але потім, у міру подальшого підвищення енергії, що приходить від зірки, температура на екваторі перевищить оптимальну для квітів — 20 оС. З цього моменту перевага переходить на бік стокроток зі світлим забарвленням квіток, які підвищують альбедо, охолоджуючи територію, і тим самим створюючи для себе комфортні умови спочатку на екваторі, а потім — усе далі до  полюсів. Темні стокротки селективно програють.
Нарешті, настає переломний момент, коли температура на екваторі перевалює позначку в 40 оС, за якої неможливе життя стокроток. І ось, починаючи від екватора спекотна зона охоплює всю планету, перетворюючи її на мляву пустелю.
Математичний розрахунок, проведений Лавлоком, виявив закономірність: середня температура на планеті, заселеній стоткротками, незважаючи на зростання активності зірки, практично весь час залишиться постійною, складаючи оптимальні для стокроток 20 оС. Таким чином, навіть примітивна біосфера здатна завдавати глобальний вплив з негативним зворотним зв'язком, при тому що кожен компонент системи працює з позитивним зв'язком.
Ця ситуація дуже відрізняється від існуючої в безжиттєвому світі, де температура не регулюється і зростає лінійно із зростанням променевої енергії зірки. У більш пізніх версіях «Стокроткового Світу» було введено популяцію сірих стокроток, а планета населена  травоїдними і  хижаками. Виявилося, що це сприяло навіть збільшенню гомеостазу (стабільності системи). У новітніх дослідженнях моделювалися реальні біохімічні цикли Землі, і, за допомогою різних «гільдій» життя (наприклад, фотосинтезатори, редуценти, травоїдні тварини, первинні та вторинні хижаки), також було показано ефект регулювання і стабільність, подібні до первісного Стокроткового Світу. Ці моделі допомагають пояснити єдність і різноманітність форм життя на нашій планеті.
Так, шляхом  природного відбору, виникає переробка поживних речовин в біосфері, коли шкідливі відходи однієї істоти стають основою для добування енергії для іншої. Дослідження про співвідношення азоту і фосфору показує, що локальні біотичні процеси можуть регулювати глобальні системи.

## Актуальність гіпотези для Землі
Оскільки модель Стокроткового Світу вельми проста, її не варто прямо зіставляти з Землею. Про це чітко заявили її автори. Тим не менш, вона забезпечує ряд корисних пророкувань про те, якою, наприклад може бути відповідь земної біосфери на втручання людини. Пізніше, додавання до Стокроткового Світу безлічі додаткових рівнів складності не викликало протиріч, але показало ті ж основні тенденції, як і у вихідній моделі. Одним з результатів моделювання є прогноз про те, що біосфера Землі здатна регулювати кліматичні умови для підтримки життя в широкому діапазоні сонячної світимості. Багато прикладів таких систем саморегулювання, були знайдені в природі.

## Модифікація оригінального моделювання
Розширення моделі Стокроткового Світу, яке включило кроликів,  лисиць та інші види, призвело до несподіваного відкриття: чим більша різноманітність видів, тим сильніший вплив біосфери на всю планету (наприклад, поліпшується температурне регулювання). Моделювання також показало, що система була надійною і стійкою навіть при потрясіннях. Навпаки, при повільних змінах в навколишньому середовищі поступово багатство видів втрачається. А збурення в системі призводять до сплеску видового різноманіття. Ці дані надали підтримку думці про цінність біологічної варіативності.
Концепцію Стокроткового Світу було розроблено, щоб спростувати критику про «містичне» підґрунтя  гіпотези Геї органічної єдності біосфери. Значний обсяг критики надійшов з боку таких вчених, як Річард Докінз, які стверджували що терморегуляція планетарного рівня неможлива без глобального природного відбору. Доктор У. Форд Дуліттл відкинув поняття планетарного регулювання, тому що, як йому здавалося, це вимагає «таємної згоди» між організмами для слідуванні якійсь незрозумілій меті планетарного масштабу. Обидва  неодарвіністи вказували на відсутність рушійного механізму. Модель Лавлока була успішно протиставлена цій критиці, показавши, що регулювання природно виникає в межах якогось діапазону температур. Для терморегуляції Стокроткового Світу не потрібна ні свідома мета, ні груповий природний відбір.
Пізніше критики Стокроткового Світу зосередили увагу на факті, що штучне моделювання не враховує багато важливих деталей істинної системи «Земля-Сонце». Наприклад, реальна система вимагає для підтримки гомеостазу, певного рівня смертності і повинна враховувати відмінності між видами. Критики моделювання вважають, що урахування цих деталей буде приводити до нестійкості системи, і, отже, хибне. Багато з цих питань розглядаються в більш пізній роботі Тімоті Лентона і Джеймса Лавлока 2001 р.. У роботі показано, що включення цих факторів насправді покращує здатність Стокроткового Світу щодо регулювання клімату.

## Стокротковий Світ у популярній культурі
- Версія Стокроткового Світу з декількома видами стокроток сірих відтінків, була включена в відеогру SimEarth компанії Maxis.
- У романі Xenocide  Орсона Скотта Карда на Стокротковий Світ наведено кілька посилань.
- Стокротковий Світ згадується в британському серіалі « Відплата» (Edge of Darkness).

## Ресурси Інтернету
- Wood, Andrew J.; G.J. Ackland, J.G. Dyke, H.T.P. Williams, T.M. Lenton (5 січня 2008). Daisyworld: A review. Reviews of Geophysics. American Geophysical Union. 48 (RG1001): RG1001. doi:10.1029/2006RG000217.
- Онлайн-симулятор «Маргаритковый Мир» (DaisyWorld) с большим количеством опций (флеш)
- Spatial Daisyworld Model Java Applet and explanation of Daisyworld with evolution
- Флеш-анимация для студентов